# Kirby (Vermont)
Pour les articles homonymes, voir Kirby.
Kirby est une ville américaine située dans le Comté de Caledonia, dans le Vermont. Selon le recensement de 2020, sa population est de 575 habitants.